# Guayabal (Tolima)
Guayabal es la cabecera municipal del municipio de Armero en el departamento del Tolima en Colombia, situado a 352 m s. n. m. Tiene una temperatura media de 27 grados Celsius. Distante de la ciudad de Ibagué, capital del mismo departamento, a unos 95 km. Tras la erupción del nevado del Ruíz, que desencadenó la gran tragedia, la cabecera pasó de la extinta Armero a la nueva cabecera Guayabal (que en ese momento tenía la posición jurídica de inspección de policía con funciones excepcionales de cabecera municipal).

## Elementos
La población de Guayabal es el centro administrativo del municipio y esta función le fue asignada por la  Asamblea Departamental del Tolima, con la ordenanza número 15 de 1986 en el cual se determina el estatus jurídico de cabecera municipal de Armero. 
Guayabal se encuentra ubicado en la parte centro-occidente del municipio de Armero, cerca de las poblaciones de Lérida y San Sebastián de Mariquita, al lado del municipio de Falan, lo cruza la carretera nacional que comunica la capital de Ibagué con las ciudades de Honda y La Dorada, lo avecina los ríos Sabandija y Cuamo; cuenta con alternativas de turismo, entre ellas: el Parque de los Oficios (barrio Minuto de Dios), Complejo Turístico El Laguito de Armero, Asociación Cristiana de Jóvenes ACJ-YMCA Tolima, balnearios: Acuarios y Las Estrellas, hoteles, hospedajes, restaurantes y entre otros recursos turísticos.

### Servicios de entidades o empresas
Guayabal además de ser la sede de los organismos administrativos municipales, dispone de los servicios de las siguientes entidades o empresas: oficina seccional de la Dirección de Impuestos y Aduanas Nacionales - DIAN, Oficina Departamental de Tránsito Seccional Armero, Hospital Nelson Restrepo Martínez (Nivel I y parcialmente Nivel II), Estación de Bomberos de Armero, Cruz Roja Colombiana Armero, Defensa Civil, Banco Agrario, corresponsal bancario Bancolombia, servicio de cajeros automáticos, notaría única del municipio, ACJ-YMCA Tolima sede Guayabal, etc.

## Cultura y eventos
Feria: Aproximadamente entre los días 5 y 9 de agosto de cada año, en esta localidad se celebra las tradicionales “Ferias y Fiestas en Honor al Señor de la Salud” y el “Reinado Municipal del Folclor y la Agricultura”, donde se realizan desfiles, cabalgatas, eventos deportivos, alboradas, feria ganadera y comercial, muestra cultural, orquestas, casetas, tablados populares, corrida de toros, reinado con desfile de candidatas en traje de baño y en carrozas alusivas al folclor y a la agricultura y coronación, festival gastronómico, quema de pólvora, válida de motos, programación del Santuario del Señor de la Salud, misa mayor, etc.

## Historia
La aldea que formaría el municipio (inicialmente distrito) fue fundado el 16 de diciembre de 1539 con el nombre de Guayabal, por el teniente Matilde Bahamón bajo orden de Sebastián de Belalcázar.
El municipio de Armero fue establecido por la Asamblea Constituyente del Estado de Cundinamarca, originariamente con el nombre de distrito de Guayabal, siendo cabecera de distrito la ‘parroquia’ (población) del mismo nombre, de igual forma y tiempo se estableció el distrito de Méndez, con el Decreto número 321 del 1 de abril de 1886 (dado en Neiva) se eliminó la ‘aldea’ (municipalidad en el Estado Soberano del Tolima) de Méndez y se repartió el territorio entre los distritos de Guayabal y Honda. Siendo Presidente de la República el general Rafael Reyes Prieto, con el Decreto nacional número 1049 de 27 de septiembre de 1908 determinó el traslado de la cabecera municipal de Guayabal a San Lorenzo y le cambió el nombre del municipio de Guayabal por San Lorenzo, y con los Decretos número 1181 del 30 de octubre de 1908 y número 073 del 15 de enero de 1909 fijó los límites del municipio. Por Ordenanza departamental número 047 del 2 de mayo de 1930 se cambió el nombre del municipio de San Lorenzo por el de Armero en memoria de José León Armero. A consecuencia de la tragedia de Armero acaecida el 13 de noviembre de 1985 (en donde la cabecera del municipio desapareció), por Ordenanza número 15 del 13 de noviembre de 1986, se fija a la población de Guayabal como cabecera del municipio.

## Cabecera municipal
- Guayabal

La población de Guayabal es la cabecera del municipio de Armero y es el centro urbano y administrativo del municipio; de forma costumbrista se le conoce como Armero Guayabal y de esta manera se encuentra mencionado en el decreto nacional número 2622 de 2014 y en otros actos administrativos, sin que exista en ellos alguna motivación y orden legal de asignar este nombre de forma oficial.
Son:
- Municipio: Armero.
- Cabecera municipal: Guayabal.
- Guayabal, Armero, Tolima, Colombia.